# Igienă sexuală

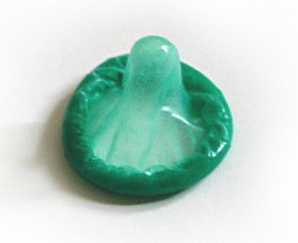
Prezervativ - mijloc de profilaxie

Igienă sexuală este o disciplină care se ocupă cu aspectele de igienă și păstrarea sănătății prin măsurile profilactice necesare de evitare a transmiterii unor boli în cadrul sexualității umane.  Igiena sexuală mai este denumită și igienă intimă sau igienă genitală. Ea aparține de medicina socială și preventivă, făcând parte din cadrul ginecologiei. Igiena sexuală se ocupă printre altele cu igiena corporală, anticoncepție, sarcină, întreruperea sarcinii, transmiterea sexuală a bolilor infecțiose a organelor genitale.